# Équipe cycliste Copenhagen
L'équipe cycliste Soigneur-Copenhagen est une équipe cycliste danoise créée sous le nom de Soigneur-FBL en 2015 et ayant le statut d'équipe continentale depuis 2016.

## Soigneur-Copenhagen en 2017

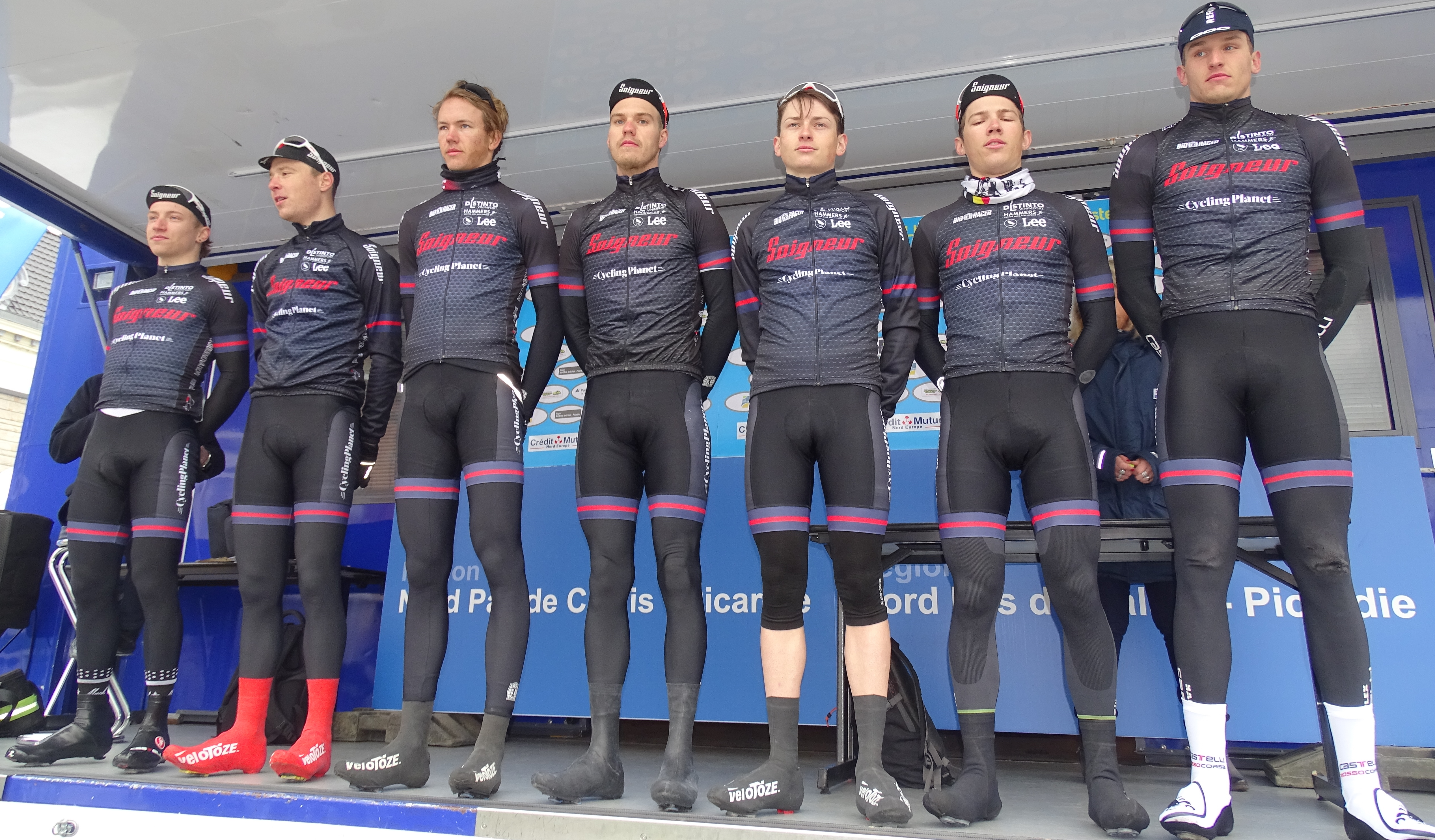
Elias Busk, Jonas Nordkroggaard, Rasmus Bøgh Wallin, Mathias Skov-Jense, Søren Siggaard, Mathias Lindberg et Rasmus Ginnerup lors du Grand Prix de Lillers-Souvenir Bruno Comini 2016.

| Cycliste            | Date de naissance | Nationalité | Équipe 2016         |  |
| ------------------- | ----------------- | ----------- | ------------------- |  |
| Filip Bengtsson     | 17 septembre 1995 | Suède       | Differdange-Losch   |  |
| Marcus Bonlykke     | 4 octobre 1995    | Danemark    | Soigneur-Copenhagen |  |
| Daniel Crista       | 19 janvier 1991   | Roumanie    | Tusnad              |  |
| Morten Høberg       | 8 mars 1988       | Danemark    | Soigneur-Copenhagen |  |
| Maximilian Hoffman  | 26 février 1997   | Danemark    | ColoQuick-Cult      |  |
| Mathias Lindberg    | 21 novembre 1992  | Danemark    | Soigneur-Copenhagen |  |
| Christian Lindquist | 5 août 1997       | Danemark    | Soigneur-Copenhagen |  |
| Fredrik Ludvigsson  | 28 avril 1994     | Suède       | Giant-Alpecin       |  |
| Jonas Nordkroggaard | 3 juin 1994       | Danemark    | Soigneur-Copenhagen |  |

Portraits
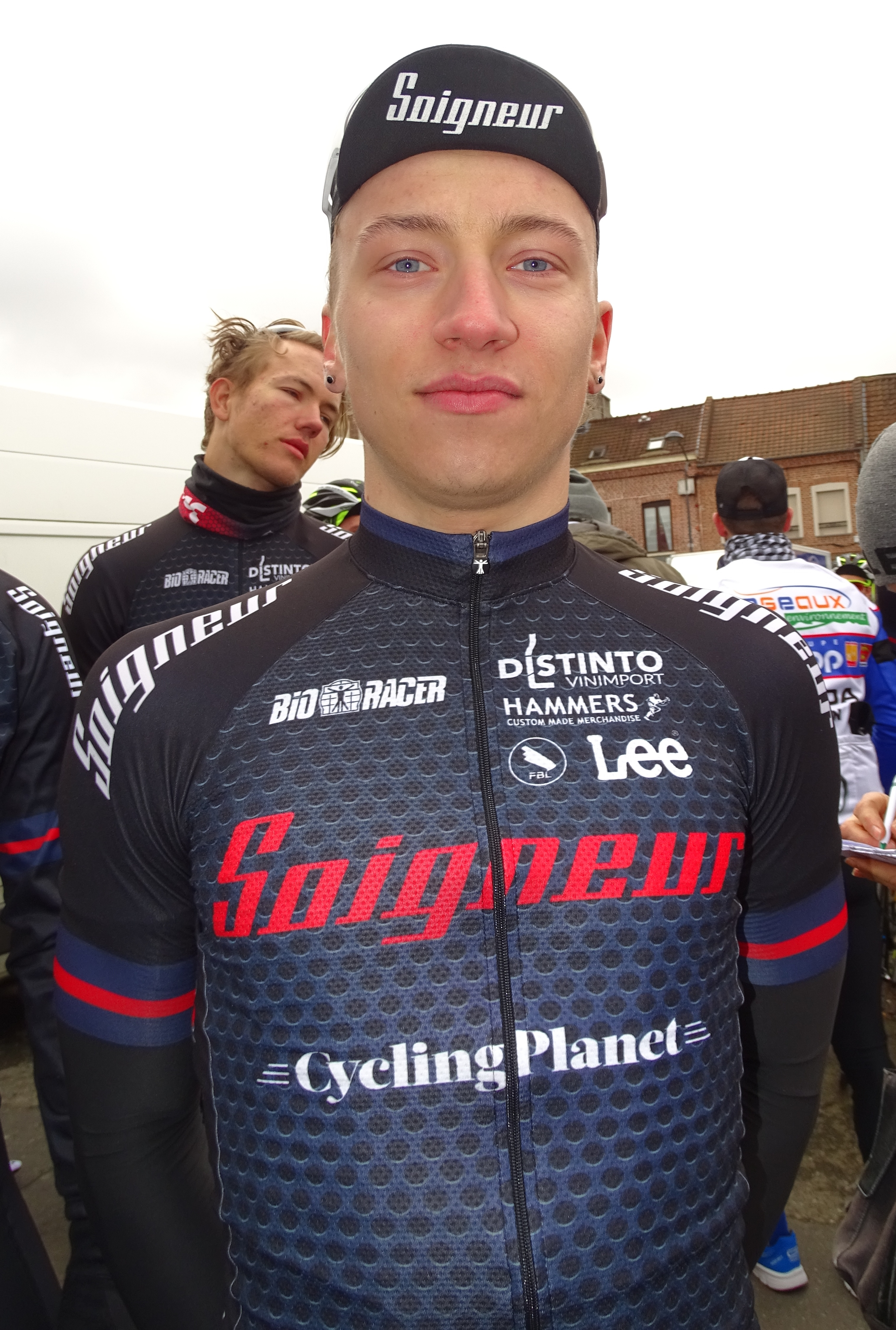
Elias Busk.
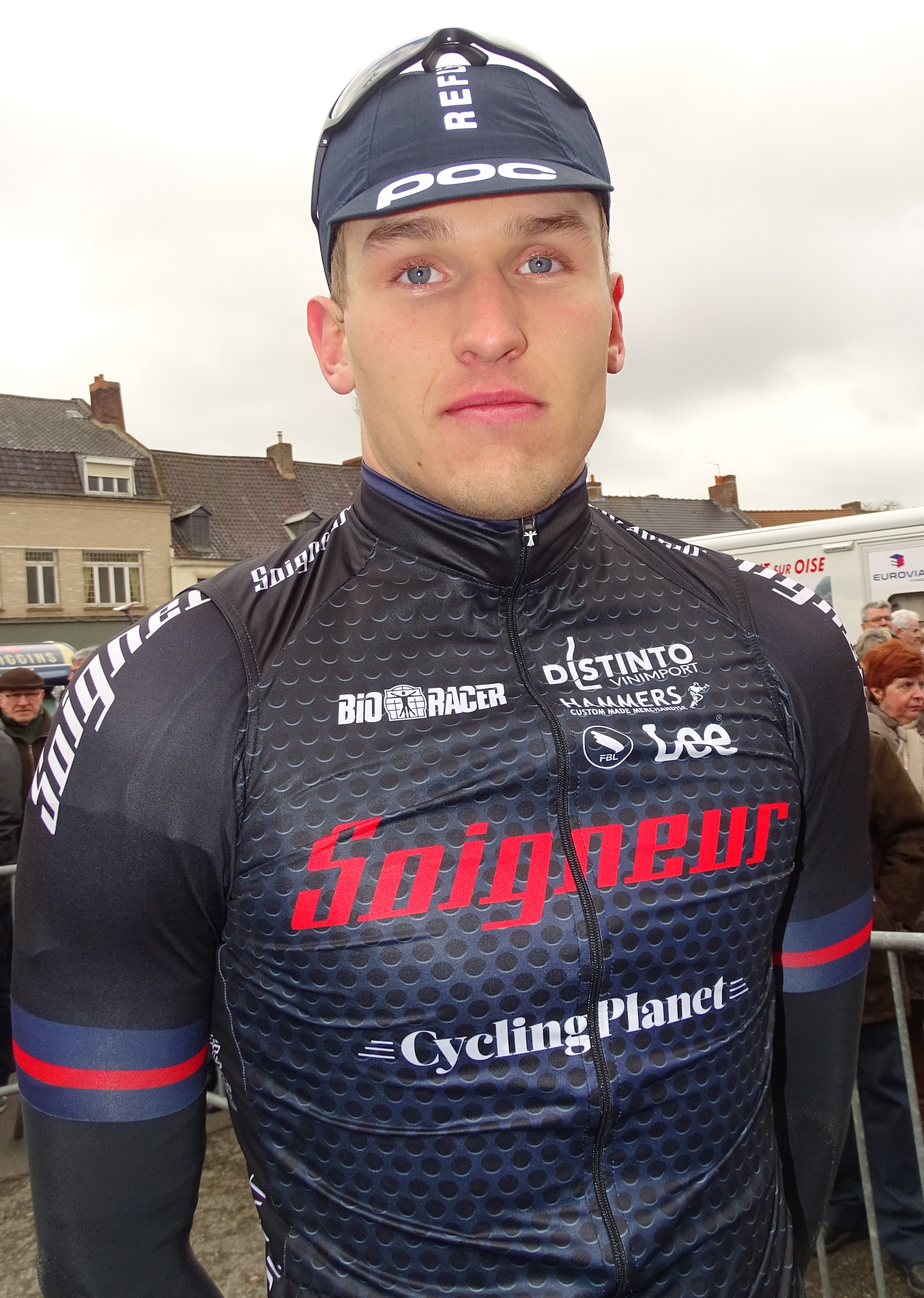
Rasmus Ginnerup.
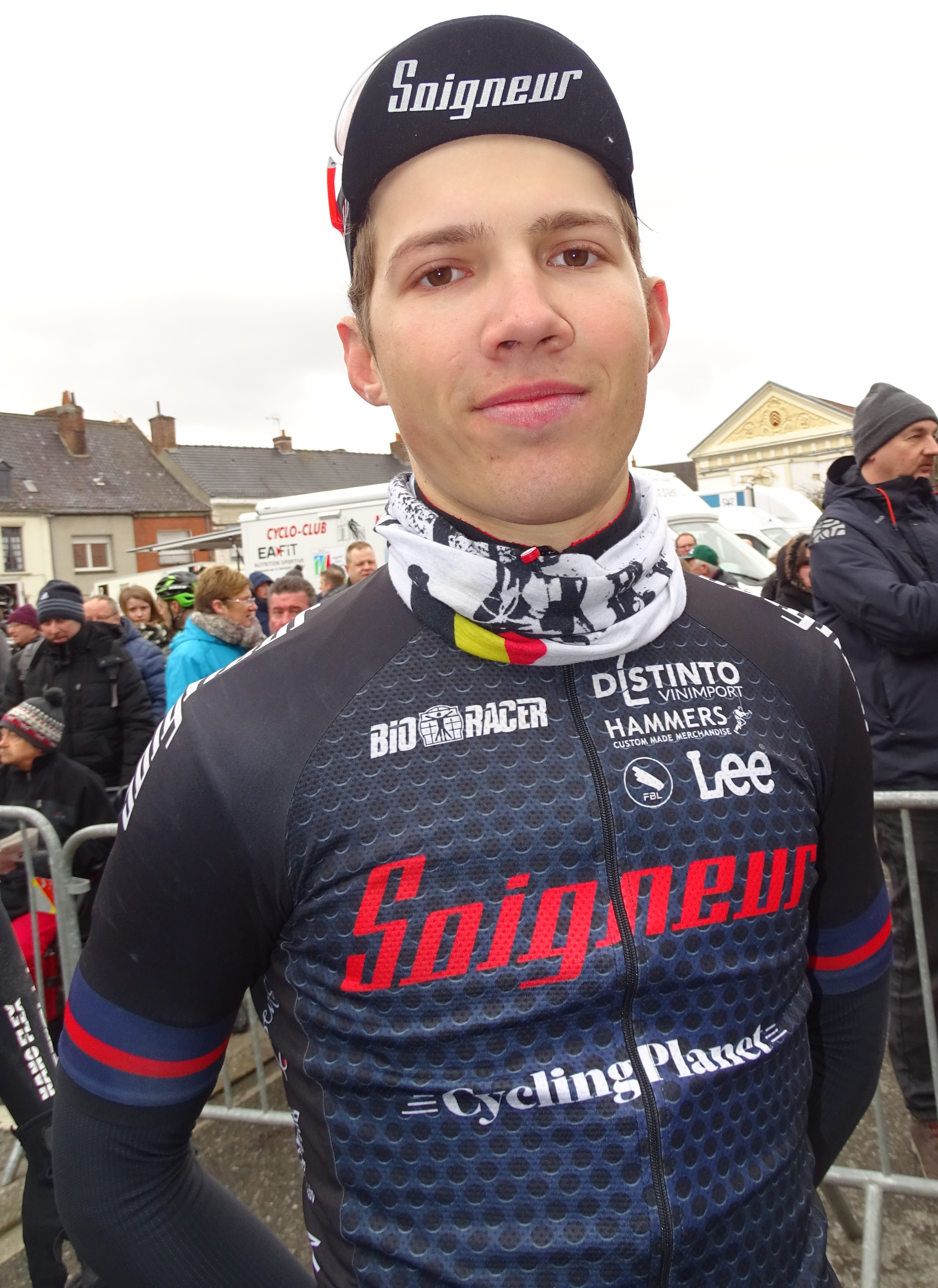
Mathias Lindberg.
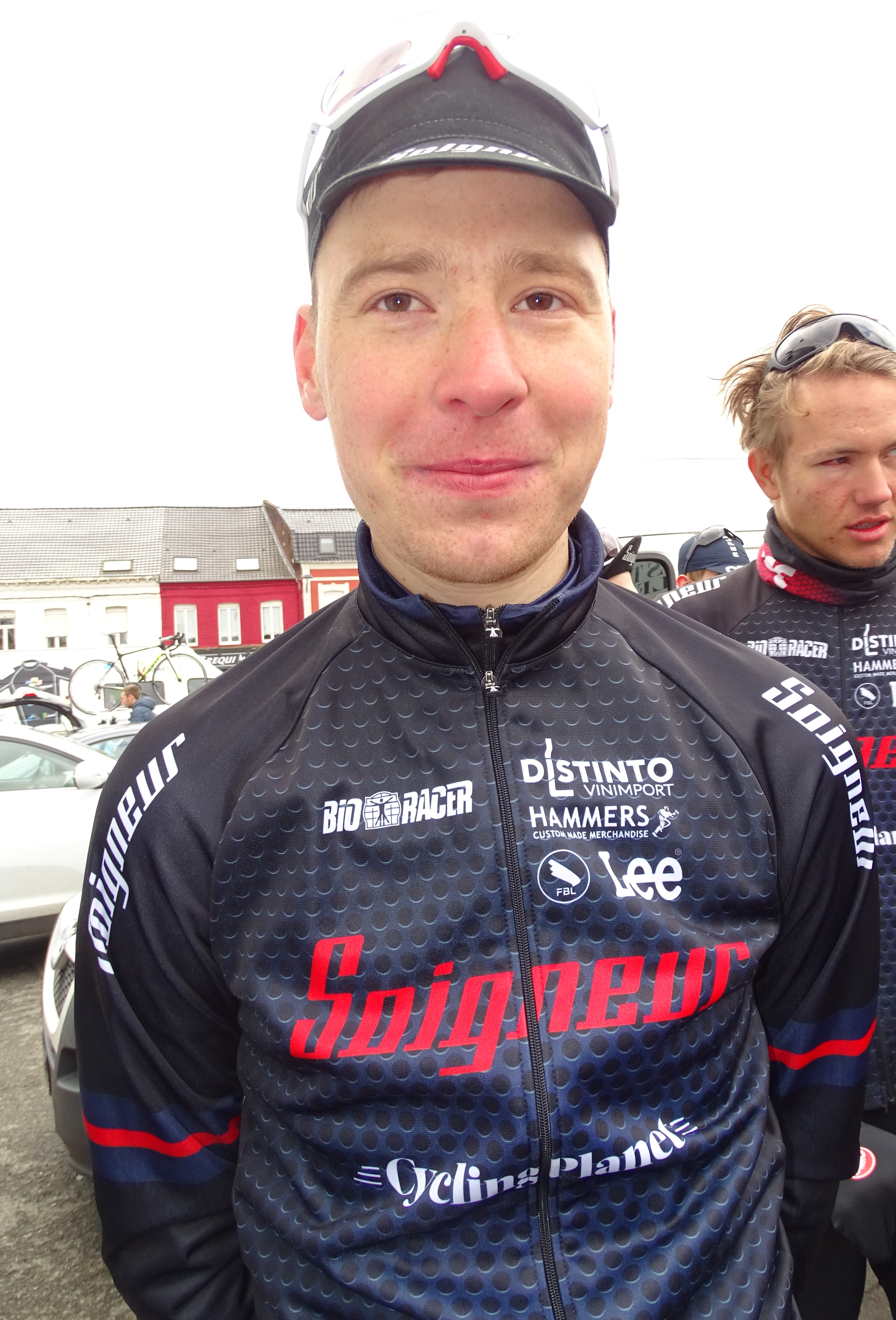
Jonas Nordkroggaard.
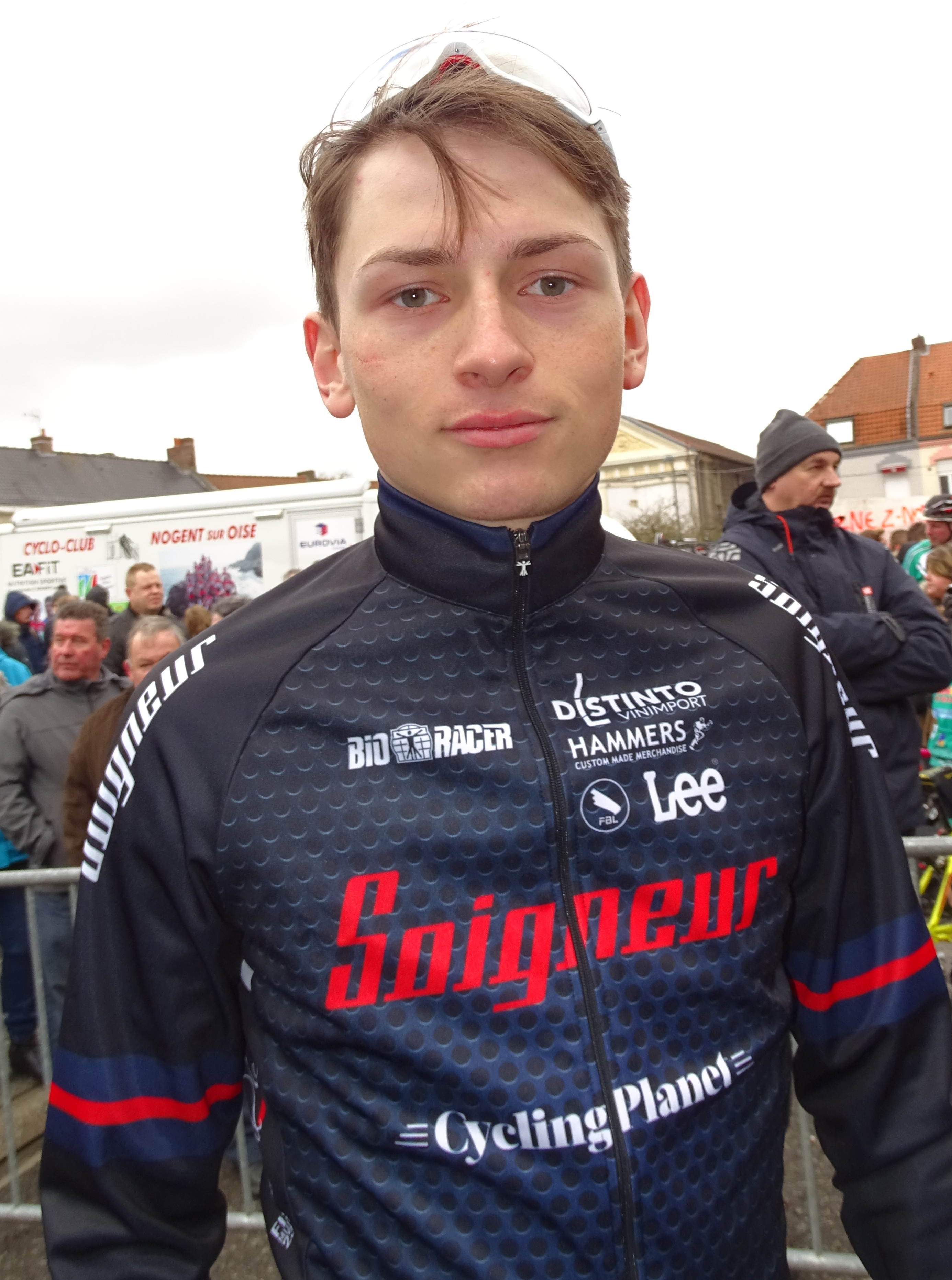
Søren Siggaard.
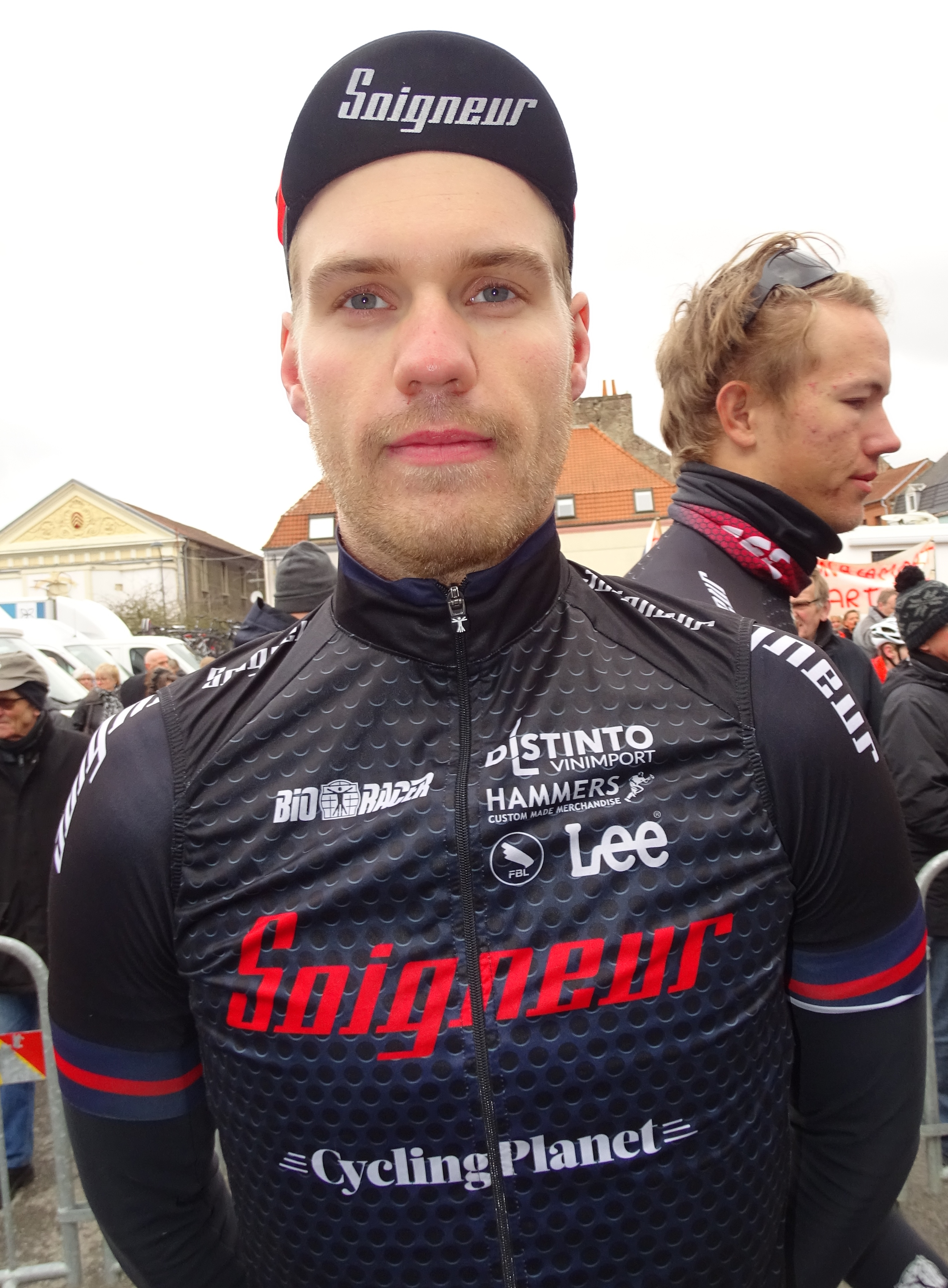
Mathias Skov-Jensen.
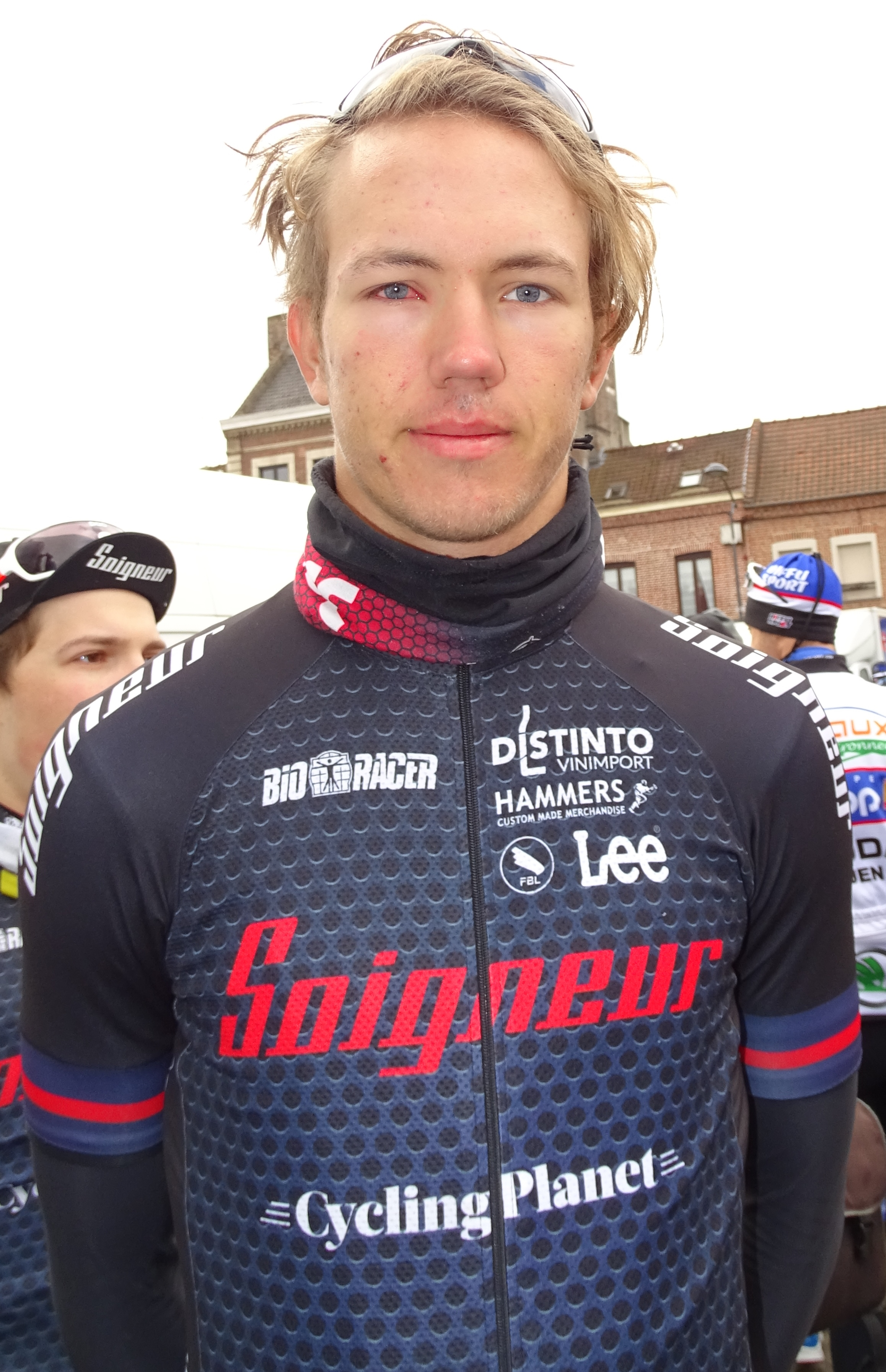
Rasmus Bøgh Wallin.

### Victoires
| Date | Course | Pays | Classe | Vainqueur |
| ---- | ------ | ---- | ------ | --------- |